# Перкполдер
Перкполдер (нід. Perkpolder) — селище в нідерландській провінції Зеландія. Входить до муніципалітету Гюлст.
Його площа становить 2,41 км², а населення станом на 2021 рік складало 5 осіб.